# Schweizer Parlamentswahlen 1872/Resultate Nationalratswahlen

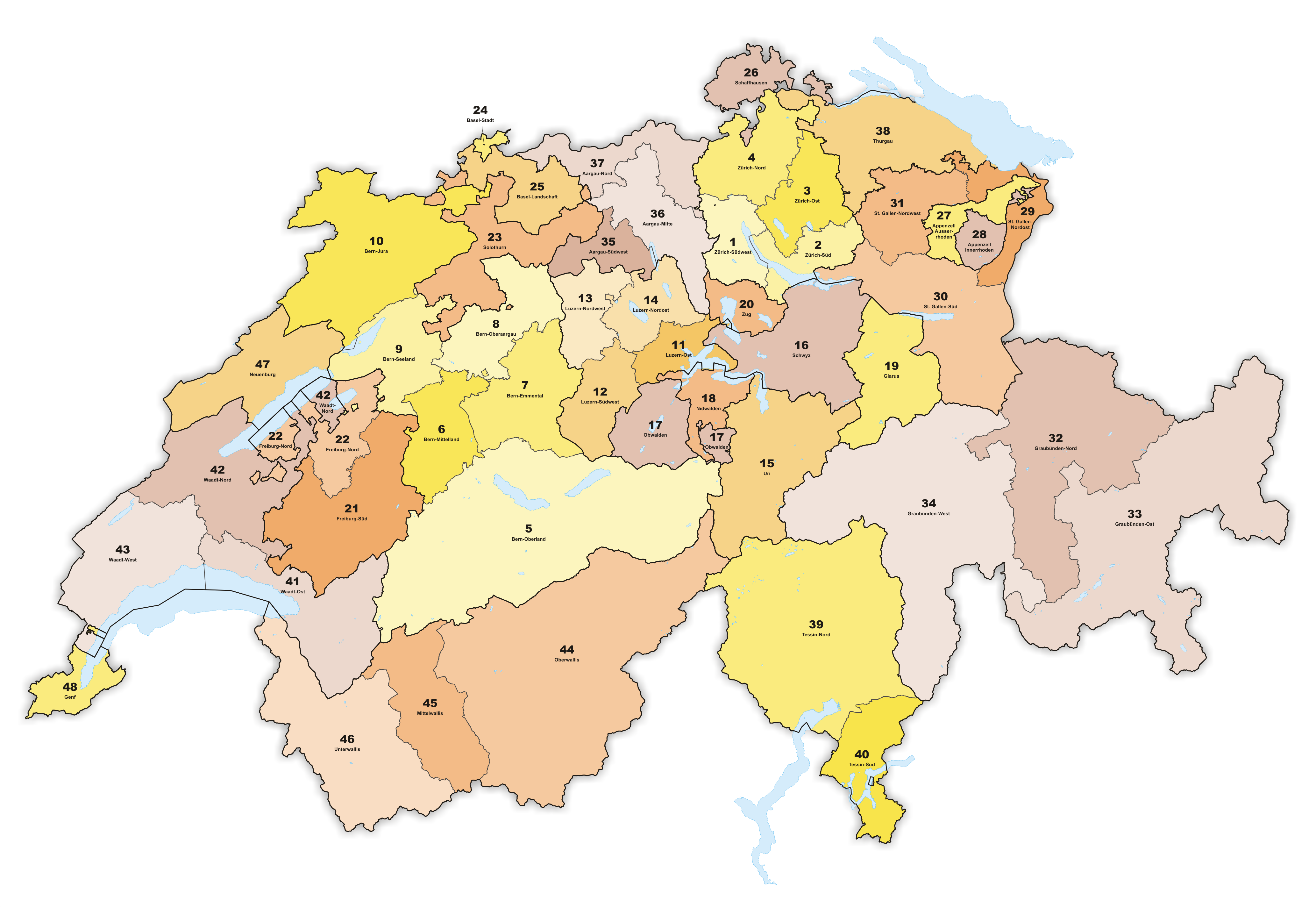
Nationalratswahlkreise von 1872 bis 1881

Die Nationalratswahlen der 9. Legislaturperiode fanden am 27. Oktober 1872 statt. Neu zu besetzen waren 135 Sitze im schweizerischen Nationalrat (7 mehr als zuvor). Auf dieser Seite findet sich eine Übersicht über die detaillierten Resultate in den Kantonen.

## Erklärungen
Wie bei allen Wahlen vor der Einführung des heute üblichen Proporzwahlrechts im Jahr 1919 gelangte das Majorzwahlrecht zur Anwendung. Das Land war zu diesem Zweck in 48 unterschiedlich grosse Nationalratswahlkreise unterteilt, in denen ein bis fünf Sitze zu vergeben waren. Angewendet wurde die so genannte romanische Mehrheitswahl, bei der ein Kandidat die absolute Mehrheit der abgegebenen Stimmen benötigte, um gewählt zu werden. Jeder Wähler hatte so viele Stimmen, wie Sitze zu vergeben waren. In einzelnen Wahlkreisen waren bis zu drei Wahlgänge notwendig.
- Wahlkreis: Die Wahlkreise waren fortlaufend nummeriert, geordnet nach der Reihenfolge der Kantone in der schweizerischen Bundesverfassung. Aufgrund der wechselnden Anzahl Wahlkreise im Laufe der Jahre erhielten manche mehrmals eine neue Nummer. Deshalb besitzen die weiterführenden Artikel ein Lemma mit einer inoffiziellen geographischen Bezeichnung.
- Gewählte Kandidaten sind fett markiert, nicht gewählte Kandidaten sind kursiv markiert

## Parteien
Eine Zuordnung von Kandidaten zu Parteien und politischen Gruppierungen ist nur bedingt möglich, da sie nicht auf offiziellen Parteilisten kandidierten. Der politischen Wirklichkeit des 19. Jahrhunderts entsprechend kann man eher von Parteiströmungen oder -richtungen sprechen. Die verwendeten Parteibezeichnungen sind daher eine ideologische Einschätzung.
- FL = Freisinnige Linke (Freisinnige, Radikale, Radikaldemokraten)
- LM = Liberale Mitte (Liberale, Liberaldemokraten)
- KK = Katholisch-Konservative
- ER = Evangelische Rechte (evangelische/reformierte Konservative)
- DL = Demokratische Linke (extreme Linke, Demokraten, Demokratische Partei)

## Ergebnisse der Nationalratswahlen

### Kanton Aargau (10 Sitze)
| Wahlkreis | Sitze | Datum             | Wahlbe- rechtigte | Anzahl Wählende | Wahlbe- teiligung | Gewählte und Nichtgewählte                                                                            | Partei            | Stimmen                                          | Anteil                                           |
| --------- | ----- | ----------------- | ----------------- | --------------- | ----------------- | --- | ----------------- | ------------------------------------------------ | ------------------------------------------------ |
| Nr. 35    | 3     | 27. Oktober 1872  | 11 803            | 10 207          | 86,5 %            | Arnold Künzli Carl Feer-Herzog Emil Welti                                                             | FL LM LM          | 09 472 09 184 09 059                             | 97,4 % 94,5 % 93,2 %                             |
| Nr. 35    | 3     | 17. November 1872 | 11 691            | 9 942           | 85,0 %            | Johann Haberstich Theodor Lang                                                                        | LM FL             | 06 248 01 785                                    | 64,1 % 18,3 %                                    |
| Nr. 36    | 4     | 27. Oktober 1872  | 17 479            | 14 862          | 85,0 %            | Peter Suter Theodor Haller Hans Weber Plazid Weissenbach Josef Meienberg Andreas Müller Jakob Fischer | FL FL LM FL KK LM | 09 480 09 035 08 957 08 542 04 728 04 397 02 072 | 77,4 % 73,8 % 73,1 % 69,7 % 38,6 % 35,9 % 16,9 % |
| Nr. 37    | 3     | 27. Oktober 1872  | 13 351            | 11 315          | 84,8 %            | Arnold Münch Emil Welti Karl von Schmid K. F. S. Fahrländer Josef Meienberg                           | KK LM KK LM KK    | 10 216 06 356 05 729 05 148 04 172               | 93,6 % 58,3 % 52,5 % 47,2 % 38,2 %               |
| Nr. 37    | 3     | 12. Januar 1873   | 13 275            | 11 455          | 86,3 %            | K. F. S. Fahrländer Josef Meienberg                                                                   | LM KK             | 06 106 04 546                                    | 54,3 % 40,4 %                                    |

### Kanton Appenzell Ausserrhoden (2 Sitze)
| Wahlkreis | Sitze | Datum            | Wahlbe- rechtigte | Anzahl Wählende | Wahlbe- teiligung | Gewählte und Nichtgewählte                                                       | Partei   | Stimmen                 | Anteil                      |
| --------- | ----- | ---------------- | ----------------- | --------------- | ----------------- | -------------------------------------------------------------------------------- | -------- | ----------------------- | --------------------------- |
| Nr. 27    | 2     | 27. Oktober 1872 | 12 800            | 10 078          | 78,7 %            | Adolf Friedrich Zürcher Johannes Hohl Christian Graf Johann Ulrich Sutter-Sutter | LM FL LM | 5 592 5 101 3 293 2 910 | 57,7 % 52,6 % 34,0 % 30,0 % |

### Kanton Appenzell Innerrhoden (1 Sitz)
| Wahlkreis | Sitze | Datum            | Wahlbe- rechtigte | Anzahl Wählende | Wahlbe- teiligung | Gewählte und Nichtgewählte           | Partei | Stimmen     | Anteil        |
| --------- | ----- | ---------------- | ----------------- | --------------- | ----------------- | ------------------------------------ | ------ | ----------- | ------------- |
| Nr. 28    | 1     | 27. Oktober 1872 | 3 124             | 2 810           | 89,9 %            | Alois Broger Karl Justin Sonderegger | KK LM  | 1 784 0 656 | 65,8 % 24,2 % |

### Kanton Basel-Landschaft (3 Sitze)
| Wahlkreis | Sitze | Datum                           | Wahlbe- rechtigte | Anzahl Wählende | Wahlbe- teiligung | Gewählte und Nichtgewählte                             | Partei      | Stimmen                 | Anteil                      |
| --------- | ----- | ------------------------------- | ----------------- | --------------- | ----------------- | ------------------------------------------------------ | ----------- | ----------------------- | --------------------------- |
| Nr. 25    | 3     | 27. Oktober 1872                | 10 895            | 5 738           | 52,7 %            | Emanuel Löw Jakob Bernhard Graf Emil Frey Martin Bider | FL FL DL LM | 5 387 5 347 2 854 2 797 | 93,9 % 93,2 % 49,7 % 48,7 % |
| Nr. 25    | 3     | 14. November 1872 (2. Wahlgang) | 11 042            | 6 811           | 61,7 %            | Emil Frey Martin Bider                                 | DL LM       | 3 530 3 206             | 51,8 % 47,1 %               |

### Kanton Basel-Stadt (2 Sitze)
| Wahlkreis | Sitze | Datum            | Wahlbe- rechtigte | Anzahl Wählende | Wahlbe- teiligung | Gewählte und Nichtgewählte                                         | Partei      | Stimmen                 | Anteil                      |
| --------- | ----- | ---------------- | ----------------- | --------------- | ----------------- | ------------------------------------------------------------------ | ----------- | ----------------------- | --------------------------- |
| Nr. 24    | 2     | 27. Oktober 1872 | 6 912             | 4 320           | 62,5 %            | Wilhelm Klein Johann Jakob Stehlin Samuel Bachofen August Stähelin | FL LM FL ER | 2 798 2 611 1 402 1 001 | 64,8 % 60,4 % 32,5 % 23,2 % |

### Kanton Bern (25 Sitze)
| Wahlkreis | Sitze | Datum                           | Wahlbe- rechtigte | Anzahl Wählende | Wahlbe- teiligung | Gewählte und Nichtgewählte | Partei            | Stimmen                                                           | Anteil                                                                       |
| --------- | ----- | ------------------------------- | ----------------- | --------------- | ----------------- | --- | ----------------- | ----------------------------------------------------------------- | ---------------------------------------------------------------------------- |
| Nr. 5     | 5     | 27. Oktober 1872                | 20 502            | 7 820           | 38,1 %            | Carl Samuel Zyro Paul Cérésole Jakob Scherz Friedrich Seiler Johann Jakob Karlen Johann Friedrich Michel Wilhelm Teuscher Karl Schrämli Christian Gerber                               | FL FL ER ER       | 6 162 5 925 5 724 5 682 3 903 1 795 1 010 0 947 0 879             | 78,8 % 75,8 % 73,2 % 72,7 % 49,9 % 23,0 % 12,9 % 12,1 % 11,2 %               |
| Nr. 5     | 5     | 17. November 1872 (2. Wahlgang) | 20 500            | 6 677           | 32,6 %            | Wilhelm Teuscher | FL                | 5 804                                                             | 87,0 %                                                                       |
| Nr. 5     | 5     | 9. Februar 1873                 | 20 500            | 7 562           | 36,7 %            | Johannes Ritschard Johann Zürcher | FL FL             | 3 789 3 455                                                       | 50,1 % 45,7 %                                                                |
| Nr. 6     | 4     | 27. Oktober 1872                | 18 120            | 8 961           | 49,5 %            | Otto von Büren Rudolf Brunner August von Gonzenbach Friedrich von Werdt Samuel Steiner                                                                                                 | ER FL ER FL ER    | 7 612 6 981 6 894 4 525 3 613                                     | 89,0 % 83,8 % 82,8 % 54,3 % 43,4 %                                           |
| Nr. 7     | 4     | 27. Oktober 1872                | 14 512            | 4 582           | 31,6 %            | Karl Schenk Karl Karrer Gottlieb Riem Gottfried Joost Gottlieb Rudolf Bühlmann Friedrich Lehmann                                                                                       | FL FL ER ER       | 3 785 3 613 3 325 3 121 0 763 0 725                               | 82,6 % 78,9 % 72,6 % 68,1 % 16,7 % 15,8 %                                    |
| Nr. 7     | 4     | 2. Februar 1873                 | 14 512            | 5 140           | 35,4 %            | Alfred Scheurer Gottlieb Berger Johann Friedrich Hofer | FL FL FL          | 2 059 1 443 1 364                                                 | 40,1 % 28,1 % 26,5 %                                                         |
| Nr. 7     | 4     | 9. Februar 1873 (2. Wahlgang)   | 14 512            | ca. 7 200       | 49,6 %            | Alfred Scheurer Gottlieb Berger Johann Friedrich Hofer | FL FL FL          | 3 123 1 992 1 987                                                 | 43,4 % 27,7 % 27,6 %                                                         |
| Nr. 7     | 4     | 16. Februar 1873 (3. Wahlgang)  | 14 512            | ca. 10 000      | 68,9 %            | Alfred Scheurer Johann Friedrich Hofer Gottlieb Berger | FL FL FL          | 4 200 3 740 1 871                                                 | 42,0 % 37,4 % 18,7 %                                                         |
| Nr. 8     | 4     | 27. Oktober 1872                | 17 347            | 6 432           | 44,8 %            | Johann Bützberger Albert Friedrich Born Alexander Bucher Walther Munzinger Daniel Flückiger                                                                                            | FL FL LM          | 5 840 5 348 4 610 3 569 3 116                                     | 90,8 % 83,1 % 71,7 % 55,5 % 48,4 %                                           |
| Nr. 9     | 3     | 27. Oktober 1872                | 15 508            | 3 950           | 25,5 %            | Eduard Marti Jakob Stämpfli Friedrich Eggli | FL FL FL          | 3 883 3 853 3 637                                                 | 98,3 % 97,5 % 92,1 %                                                         |
| Nr. 10    | 5     | 27. Oktober 1872                | 22 011            | 14 860          | 67,5 %            | Pierre Jolissaint Niklaus Kaiser Paul Migy Auguste-Adolphe Klaye Auguste Moschard Xavier Kohler Pierre-Joseph Koller Casimir Folletête Pierre Juillard Hippolyte Paulet Jules Frossard | FL FL ER KK FL DL | 8 452 8 443 8 320 8 231 6 581 6 394 6 383 6 306 6 260 5 946 2 721 | 56,9 % 56,8 % 56,0 % 55,4 % 44,3 % 43,0 % 43,0 % 42,4 % 42,1 % 40,0 % 18,3 % |
| Nr. 10    | 5     | 11. November 1872 (2. Wahlgang) | 22 000            | ca. 11 000      | 50,0 %            | Hippolyte Paulet Auguste Moschard | FL ER             | 8 651 2 095                                                       | 78,6 % 19,0 %                                                                |

### Kanton Freiburg (6 Sitze)
| Wahlkreis | Sitze | Datum            | Wahlbe- rechtigte | Anzahl Wählende | Wahlbe- teiligung | Gewählte und Nichtgewählte                                                            | Partei         | Stimmen                             | Anteil                                    |
| --------- | ----- | ---------------- | ----------------- | --------------- | ----------------- | ------------------------------------------------------------------------------------- | -------------- | ----------------------------------- | ----------------------------------------- |
| Nr. 21    | 3     | 27. Oktober 1872 | 13 619            | 8 806           | 64,7 %            | Laurent Chaney Louis de Weck Karl Vissaula Jean Broye Auguste Marmier Oskar Engelhard | KK KK KK FL FL | 6 549 6 546 6 337 2 187 2 076 2 052 | 74,4 % 74,3 % 72,0 % 24,8 % 23,6 % 23,3 % |
| Nr. 22    | 3     | 27. Oktober 1872 | 14 805            | 10 679          | 72,1 %            | Joseph Jaquet Louis Grand Louis de Wuilleret                                          | KK KK KK       | 9 986 9 913 9 885                   | 93,5 % 92,8 % 92,6 %                      |

### Kanton Genf (4 Sitze)
| Wahlkreis | Sitze | Datum            | Wahlbe- rechtigte | Anzahl Wählende | Wahlbe- teiligung | Gewählte und Nichtgewählte                                                                                             | Partei            | Stimmen                                   | Anteil                                           |
| --------- | ----- | ---------------- | ----------------- | --------------- | ----------------- | --- | ----------------- | ----------------------------------------- | ------------------------------------------------ |
| Nr. 48    | 4     | 27. Oktober 1872 | 20 630            | 8 397           | 40,7 %            | Antoine Carteret Jean-Jacques Challet-Venel Gustave-Jules Pictet Moïse Vautier Charles Friderich Alex Martin A. Ducret | FL FL FL FL LM LM | 7 275 6 695 6 204 6 007 2 813 2 151 1 822 | 86,9 % 80,0 % 74,1 % 71,8 % 33,6 % 25,7 % 21,8 % |

### Kanton Glarus (2 Sitze)
| Wahlkreis | Sitze | Datum                           | Wahlbe- rechtigte | Anzahl Wählende | Wahlbe- teiligung | Gewählte und Nichtgewählte                                       | Partei      | Stimmen                 | Anteil                      |
| --------- | ----- | ------------------------------- | ----------------- | --------------- | ----------------- | ---------------------------------------------------------------- | ----------- | ----------------------- | --------------------------- |
| Nr. 19    | 2     | 27. Oktober 1872                | 8 473             | 5 395           | 63,7 %            | Joachim Heer Niklaus Tschudi Esajas Zweifel Johann Heinrich Heer | LM FL LM KK | 4 990 2 465 2 283 0 448 | 93,0 % 46,0 % 42,6 % 08,4 % |
| Nr. 19    | 2     | 10. November 1872 (2. Wahlgang) | 8 511             | 4 768           | 56,0 %            | Niklaus Tschudi Esajas Zweifel                                   | FL LM       | 2 760 1 995             | 57,9 % 41,8 %               |

### Kanton Graubünden (5 Sitze)
| Wahlkreis | Sitze | Datum                           | Wahlbe- rechtigte | Anzahl Wählende | Wahlbe- teiligung | Gewählte und Nichtgewählte                                                                    | Partei      | Stimmen                 | Anteil                      |
| --------- | ----- | ------------------------------- | ----------------- | --------------- | ----------------- | --------------------------------------------------------------------------------------------- | ----------- | ----------------------- | --------------------------- |
| Nr. 32    | 2     | 27. Oktober 1872                | 8 830             | 5 688           | 64,4 %            | Simeon Bavier Hermann Sprecher von Bernegg Gaudenz Gadmer                                     | LM ER FL    | 4 863 2 824 2 606       | 85,5 % 49,6 % 45,8 %        |
| Nr. 32    | 2     | 11. November 1872 (2. Wahlgang) | 8 830             | 6 821           | 77,2 %            | Hermann Sprecher von Bernegg Gaudenz Gadmer                                                   | ER FL       | 3 542 3 149             | 51,9 % 46,2 %               |
| Nr. 33    | 2     | 27. Oktober 1872                | 8 641             | 6 090           | 70,5 %            | Johann Anton Casparis sr. Johann R. von Toggenburg Johann Bartholome Caflisch Alois de Latour | LM KK FL FL | 3 652 3 555 2 424 2 249 | 60,0 % 58,4 % 39,8 % 36,9 % |
| Nr. 34    | 1     | 27. Oktober 1872                | 4 226             | 2 693           | 63,7 %            | Johann Albert Romedi Andreas Rudolf von Planta                                                | FL LM       | 1 581 1 022             | 60,7 % 39,3 %               |

### Kanton Luzern (7 Sitze)
| Wahlkreis | Sitze | Datum            | Wahlbe- rechtigte | Anzahl Wählende | Wahlbe- teiligung | Gewählte und Nichtgewählte                                 | Partei      | Stimmen                 | Anteil                      |
| --------- | ----- | ---------------- | ----------------- | --------------- | ----------------- | ---------------------------------------------------------- | ----------- | ----------------------- | --------------------------- |
| Nr. 11    | 2     | 27. Oktober 1872 | 9 293             | 6 299           | 67,8 %            | Josef Martin Knüsel Josef Zingg Alfred von Sonnenberg      | LM LM KK    | 5 618 3 250 2 578       | 92,2 % 53,3 % 42,3 %        |
| Nr. 11    | 2     | 13. Januar 1873  | 9 342             | 6 178           | 66,1 %            | Josef Bühler Franz Xaver von Moos                          | FL KK       | 3 287 2 727             | 53,8 % 44,6 %               |
| Nr. 12    | 1     | 27. Oktober 1872 | 4 348             | 1 952           | 44,9 %            | Josef Zemp                                                 | KK          | 1 896                   | 98,6 %                      |
| Nr. 13    | 2     | 27. Oktober 1872 | 9 147             | 6 796           | 74,3 %            | Vinzenz Fischer Jost Peyer Xaver Wechsler Franz Pfenninger | KK KK FL FL | 4 039 4 037 2 545 2 528 | 60,0 % 60,0 % 37,8 % 37,6 % |
| Nr. 14    | 2     | 27. Oktober 1872 | 9 443             | 4 798           | 50,8 %            | Franz Xaver Beck Philipp Anton von Segesser                | KK KK       | 4 497 4 489             | 97,6 % 97,4 %               |

### Kanton Neuenburg (5 Sitze)
| Wahlkreis | Sitze | Datum            | Wahlbe- rechtigte | Anzahl Wählende | Wahlbe- teiligung | Gewählte und Nichtgewählte | Partei         | Stimmen                                                     | Anteil                                                                |
| --------- | ----- | ---------------- | ----------------- | --------------- | ----------------- | --- | -------------- | ----------------------------------------------------------- | --------------------------------------------------------------------- |
| Nr. 47    | 5     | 27. Oktober 1872 | 21 606            | 12 706          | 58,8 %            | Jules Philippin Zélim Perret Édouard Desor Fritz Berthoud Louis Constant Lambelet Constant Ribaux Édouard Perrochet Henri Jacottet Louis Michaud Henri du Pasquier | FL FL LM LM LM | 7 825 7 667 6 969 6 909 6 760 5 784 4 661 4 441 4 335 4 278 | 61,6 % 60,3 % 54,8 % 54,4 % 53,2 % 45,5 % 36,7 % 35,0 % 34,1 % 33,7 % |

### Kanton Nidwalden (1 Sitz)
| Wahlkreis | Sitze | Datum            | Wahlbe- rechtigte | Anzahl Wählende | Wahlbe- teiligung | Gewählte und Nichtgewählte | Partei | Stimmen     | Anteil        |
| --------- | ----- | ---------------- | ----------------- | --------------- | ----------------- | -------------------------- | ------ | ----------- | ------------- |
| Nr. 18    | 1     | 27. Oktober 1872 | 2 986             | 2 306           | 77,2 %            | Walter Zelger Alois Wyrsch | KK LM  | 1 490 0 581 | 65,9 % 25,7 % |

### Kanton Obwalden (1 Sitz)
| Wahlkreis | Sitze | Datum            | Wahlbe- rechtigte | Anzahl Wählende | Wahlbe- teiligung | Gewählte und Nichtgewählte     | Partei | Stimmen     | Anteil        |
| --------- | ----- | ---------------- | ----------------- | --------------- | ----------------- | ------------------------------ | ------ | ----------- | ------------- |
| Nr. 17    | 1     | 27. Oktober 1872 | 3 703             | 2 613           | 70,6 %            | Alois Reinert Nicolaus Hermann | KK LM  | 1 613 0 899 | 62,0 % 34,6 % |

### Kanton Schaffhausen (2 Sitze)
| Wahlkreis | Sitze | Datum            | Wahlbe- rechtigte | Anzahl Wählende | Wahlbe- teiligung | Gewählte und Nichtgewählte                            | Partei   | Stimmen           | Anteil               |
| --------- | ----- | ---------------- | ----------------- | --------------- | ----------------- | ----------------------------------------------------- | -------- | ----------------- | -------------------- |
| Nr. 26    | 2     | 27. Oktober 1872 | 7 658             | 5 762           | 75,2 %            | Friedrich Peyer im Hof Wilhelm Joos Johannes Hallauer | LM DL ER | 4 808 4 368 1 108 | 88,5 % 80,4 % 20,4 % |

### Kanton Schwyz (2 Sitze)
| Wahlkreis | Sitze | Datum            | Wahlbe- rechtigte | Anzahl Wählende | Wahlbe- teiligung | Gewählte und Nichtgewählte                                                  | Partei      | Stimmen                 | Anteil                      |
| --------- | ----- | ---------------- | ----------------- | --------------- | ----------------- | --------------------------------------------------------------------------- | ----------- | ----------------------- | --------------------------- |
| Nr. 16    | 2     | 27. Oktober 1872 | 12 114            | 4 816           | 39,8 %            | Fridolin Holdener Johann Michael Stählin Gottfried Bürgi Josef Anton Eberle | KK KK LM LM | 2 803 2 751 1 762 1 375 | 58,2 % 57,1 % 36,6 % 28,4 % |

### Kanton Solothurn (4 Sitze)
| Wahlkreis | Sitze | Datum            | Wahlbe- rechtigte | Anzahl Wählende | Wahlbe- teiligung | Gewählte und Nichtgewählte                                                                                | Partei      | Stimmen                                         | Anteil                                                  |
| --------- | ----- | ---------------- | ----------------- | --------------- | ----------------- | --- | ----------- | ----------------------------------------------- | ------------------------------------------------------- |
| Nr. 23    | 4     | 27. Oktober 1872 | 17 493            | 13 545          | 77,4 %            | Benedikt von Arx Josef Bläsi Simon Kaiser Albert Brosi Josef von Sury Johann Kunz Xaver Kulli Anton Glutz | FL FL KK KK | 9 510 9 427 9 404 9 349 4 003 4 002 4 000 3 932 | 70,2 % 69,6 % 69,4 % 69,0 % 29,6 % 29,5 % 29,5 % 29,0 % |

### Kanton St. Gallen (10 Sitze)
| Wahlkreis | Sitze | Datum                           | Wahlbe- rechtigte | Anzahl Wählende | Wahlbe- teiligung | Gewählte und Nichtgewählte | Partei            | Stimmen                                          | Anteil                                           |
| --------- | ----- | ------------------------------- | ----------------- | --------------- | ----------------- | --- | ----------------- | ------------------------------------------------ | ------------------------------------------------ |
| Nr. 29    | 4     | 27. Oktober 1872                | 18 809            | 14 551          | 77,4 %            | Arnold Otto Aepli Johann Ulrich Hafner Daniel Wirth-Sand Gustav Adolf Saxer Johannes Zündt Johann Gebhard Lutz Carl von Gonzenbach | LM DL LM DL KK ER | 14 082 08 600 08 314 08 090 06 548 06 040 05 639 | 96,8 % 59,1 % 57,1 % 55,6 % 45,0 % 41,5 % 38,8 % |
| Nr. 30    | 3     | 27. Oktober 1872                | 15 578            | 10 656          | 68,4 %            | Johannes Geel Johann Baptist Gaudy Rudolf Hilty Christian Rohrer Wilhelm Good Joseph Anton Leiter                                  | FL FL LM ER KK KK | 05 971 05 758 05 502 04 668 04 624 04 578        | 56,0 % 54,0 % 51,6 % 43,8 % 43,4 % 43,0 %        |
| Nr. 31    | 3     | 27. Oktober 1872                | 15 633            | 13 823          | 88,4 %            | Georg Friedrich Anderegg Johann Fridolin Müller Johann M. Hungerbühler Leonhard Gmür Joseph Karl Pankraz Morel                     | LM KK FL KK FL    | 12 803 07 336 06 773 06 600 06 366               | 93,7 % 53,7 % 49,6 % 48,3 % 46,6 %               |
| Nr. 31    | 3     | 17. November 1872 (2. Wahlgang) | 15 633            | 14 173          | 90,7 %            | Johann M. Hungerbühler Leonhard Gmür                                                                                               | FL KK             | 07 109 06 931                                    | 50,2 % 48,9 %                                    |

### Kanton Tessin (6 Sitze)
| Wahlkreis | Sitze | Datum                          | Wahlbe- rechtigte | Anzahl Wählende | Wahlbe- teiligung | Gewählte und Nichtgewählte                                                                               | Partei         | Stimmen                             | Anteil                                    |
| --------- | ----- | ------------------------------ | ----------------- | --------------- | ----------------- | --- | -------------- | ----------------------------------- | ----------------------------------------- |
| Nr. 39    | 3     | 27. Oktober 1872               | 18 592            | 9 836           | 52,9 %            | Carlo Battaglini Massimiliano Magatti Ignazio Polar Domenico Fraschina Carlo Pasta Costantino Bernasconi | FL KK FL KK FL | 5 066 4 981 4 866 4 860 4 733 4 689 | 51,5 % 50,6 % 49,5 % 49,4 % 48,1 % 47,7 % |
| Nr. 39    | 3     | 3. Dezember 1872 (2. Wahlgang) | 18 592            | 9 475           | 51,0 %            | Costantino Bernasconi Carlo Pasta                                                                        | FL KK          | 4 756 4 670                         | 50,2 % 49,3 %                             |
| Nr. 40    | 3     | 27. Oktober 1872               | 18 138            | 8 032           | 44,3 %            | Michele Pedrazzini Carlo Vonmentlen Giovanni Jauch Luigi Rusca Paolo Mordasini                           | KK KK FL       | 5 815 4 163 3 998 3 419 2 713       | 72,4 % 51,8 % 49,8 % 42,6 % 33,8 %        |

Wahlwiederholung
Die Nationalratswahlen im Kanton Tessin waren von zahlreichen Unregelmässigkeiten und Wahlfälschungen betroffen. Die Bundesversammlung erklärte die Ergebnisse im Wahlkreis Nr. 39 (Südtessin) für ungültig und ordnete Neuwahlen im Oktober 1873 an. Im Wahlkreis Nr. 40 (Nordtessin) war Giovanni Jauch vom Tessiner Staatsrat als gewählt erklärt worden, obwohl er höchstwahrscheinlich die absolute Mehrheit knapp verpasst hatte. Nach heftigen Protesten trat Jauch sein Mandat nicht an, woraufhin der Staatsrat in Übereinstimmung mit dem Bundesrat einen zweiten Wahlgang im Oktober 1873 ansetzte. Weil auch dieser nicht ordnungsgemäss durchgeführt werden konnte, mussten die Wahlen im November 1873 vollständig wiederholt werden.
| Wahlkreis | Sitze | Datum                          | Wahlbe- rechtigte | Anzahl Wählende | Wahlbe- teiligung | Gewählte und Nichtgewählte                                                                         | Partei            | Stimmen                             | Anteil                                    |
| --------- | ----- | ------------------------------ | ----------------- | --------------- | ----------------- | -------------------------------------------------------------------------------------------------- | ----------------- | ----------------------------------- | ----------------------------------------- |
| Nr. 39    | 3     | 19. Oktober 1873               | 18 592            | 10 785          | 58,0 %            | Carlo Battaglini Massimiliano Magatti Emilio Censi Ignazio Polar Costantino Bernasconi Carlo Pasta | FL KK FL KK FL KK | 5 581 5 444 5 278 5 259 5 242 5 157 | 51,7 % 50,5 % 48,9 % 48,8 % 48,6 % 47,8 % |
| Nr. 39    | 3     | 2. November 1873 (2. Wahlgang) | 18 592            | 5 800           | 31,2 %            | Emilio Censi                                                                                       | FL                | 5 230                               | 90,2 %                                    |
| Nr. 40    | 3     | 6. April 1873                  | 18 138            | 8 032           | 44,3 %            | Michele Pedrazzini Carlo Vonmentlen Giovanni Jauch Luigi Rusca Paolo Mordasini                     | KK KK FL          | 5 815 4 163 3 998 3 419 2 713       | 72,4 % 51,8 % 49,8 % 42,6 % 33,8 %        |
| Nr. 40    | 3     | 19. Oktober 1873 (2. Wahlgang) | 18 138            | 9 814           | 54,1 %            | Michele Pedrazzini Carlo Vonmentlen Agostino Gatti Giovanni Jauch Paolo Mordasini Luigi Bolla      | KK KK FL          | 5 214 5 149 4 706 4 639 4 323 3 992 | 53,1 % 52,5 % 48,0 % 47,3 % 44,0 % 40,7 % |
| Nr. 40    | 3     | 2. November 1873 (2. Wahlgang) | 18 138            | 5 540           | 40,5 %            | Agostino Gatti                                                                                     | KK                | 5 160                               | 93,1 %                                    |

### Kanton Thurgau (5 Sitze)
| Wahlkreis | Sitze | Datum            | Wahlbe- rechtigte | Anzahl Wählende | Wahlbe- teiligung | Gewählte und Nichtgewählte                                                                                | Partei   | Stimmen                                   | Anteil                                    |
| --------- | ----- | ---------------- | ----------------- | --------------- | ----------------- | --- | -------- | ----------------------------------------- | ----------------------------------------- |
| Nr. 38    | 5     | 27. Oktober 1872 | 23 456            | 18 634          | 79,4 %            | Johann Messmer Adolf Deucher Fridolin Anderwert Jakob Albert Scherb Severin Stoffel Friedrich H. Häberlin | LM DL LM | 16 754 16 610 16 470 16 022 11 682 06 742 | 89,9 % 89,1 % 88,4 % 86,0 % 62,7 % 36,2 % |

### Kanton Uri (1 Sitz)
| Wahlkreis | Sitze | Datum            | Wahlbe- rechtigte | Anzahl Wählende | Wahlbe- teiligung | Gewählte und Nichtgewählte | Partei | Stimmen | Anteil |
| --------- | ----- | ---------------- | ----------------- | --------------- | ----------------- | -------------------------- | ------ | ------- | ------ |
| Nr. 15    | 1     | 27. Oktober 1872 | ca. 3 900         | 3 629           | 93,1 %            | Josef Arnold               | KK     | 3 235   | 90,5 % |

### Kanton Waadt (11 Sitze)
| Wahlkreis | Sitze | Datum                           | Wahlbe- rechtigte | Anzahl Wählende | Wahlbe- teiligung | Gewählte und Nichtgewählte | Partei         | Stimmen                                          | Anteil                                           |
| --------- | ----- | ------------------------------- | ----------------- | --------------- | ----------------- | --- | -------------- | ------------------------------------------------ | ------------------------------------------------ |
| Nr. 41    | 4     | 27. Oktober 1872                | 19 557            | 8 244           | 42,2 %            | Charles Cossy Louis Ruchonnet Jakob Dubs Jules Eytel                                                                             | LM FL LM FL    | 07 593 07 573 07 401 07 093                      | 92,1 % 91,9 % 89,8 % 86,0 %                      |
| Nr. 42    | 4     | 27. Oktober 1872                | 23 287            | 10 762          | 46,2 %            | Jean-Louis Demiéville Georges-Louis Contesse Paul Wulliémoz Pierre-Isaac Joly Jean-Louis Chuard Constant Bourgeaud Victor Perrin | LM FL LM FL FL | 10 389 10 111 09 915 03 279 02 998 02 409 01 795 | 96,5 % 94,0 % 92,5 % 30,1 % 27,9 % 22,4 % 16,7 % |
| Nr. 42    | 4     | 10. November 1872 (2. Wahlgang) | 23 300            | 8 825           | 37,9 %            | Constant Bourgeaud Pierre-Isaac Joly                                                                                             | FL LM          | 04 265 03 989                                    | 48,3 % 45,2 %                                    |
| Nr. 42    | 4     | 17. November 1872 (3. Wahlgang) | 23 373            | 11 379          | 48,7 %            | Pierre-Isaac Joly Constant Bourgeaud                                                                                             | LM FL          | 06 632 04 567                                    | 58,3 % 40,1 %                                    |
| Nr. 43    | 3     | 27. Oktober 1872                | 15 690            | 7 672           | 48,9 %            | Louis-Henri Delarageaz Henri Reymond Charles Baud Aymon de Gingins                                                               | FL FL LM       | 07 443 07 138 06 144 01 542                      | 97,0 % 93,0 % 80,1 % 20,1 %                      |

### Kanton Wallis (5 Sitze)
| Wahlkreis | Sitze | Datum            | Wahlbe- rechtigte | Anzahl Wählende | Wahlbe- teiligung | Gewählte und Nichtgewählte                                    | Partei      | Stimmen                 | Anteil                      |
| --------- | ----- | ---------------- | ----------------- | --------------- | ----------------- | ------------------------------------------------------------- | ----------- | ----------------------- | --------------------------- |
| Nr. 44    | 2     | 27. Oktober 1872 | ca. 10 000        | 6 014           | 60,0 %            | Hans Anton von Roten Ignaz Zenruffinen Victor de Chastonay    | KK KK KK    | 5 525 3 086 1 746       | 91,9 % 51,3 % 29,0 %        |
| Nr. 45    | 1     | 27. Oktober 1872 | 5 390             | 2 922           | 54,2 %            | Maurice Evéquoz Ferdinand de Montheys                         | KK KK       | 2 075 0 776             | 72,8 % 27,2 %               |
| Nr. 46    | 2     | 27. Oktober 1872 | 10 472            | 7 351           | 70,2 %            | Louis Gross Cyprien Barlatey Louis Barman Maurice de Lavallaz | KK KK FL FL | 4 140 3 630 3 488 3 276 | 56,3 % 49,4 % 47,4 % 44,6 % |
| Nr. 46    | 2     | ? (2. Wahlgang)  | 10 472            | 7 714           | 73,7 %            | Louis Barman Cyprien Barlatey                                 | FL KK       | 4 293 3 344             | 55,7 % 43,3 %               |

### Kanton Zug (1 Sitz)
| Wahlkreis | Sitze | Datum            | Wahlbe- rechtigte | Anzahl Wählende | Wahlbe- teiligung | Gewählte und Nichtgewählte        | Partei | Stimmen     | Anteil        |
| --------- | ----- | ---------------- | ----------------- | --------------- | ----------------- | --------------------------------- | ------ | ----------- | ------------- |
| Nr. 20    | 1     | 27. Oktober 1872 | 4 603             | 2 930           | 63,7 %            | Alois Schwerzmann Karl Josef Merz | KK FL  | 2 051 0 853 | 70,6 % 29,4 % |

### Kanton Zürich (14 Sitze)
| Wahlkreis | Sitze | Datum                           | Wahlbe- rechtigte | Anzahl Wählende | Wahlbe- teiligung | Gewählte und Nichtgewählte | Partei      | Stimmen                                                           | Anteil                                                                       |
| --------- | ----- | ------------------------------- | ----------------- | --------------- | ----------------- | --- | ----------- | ----------------------------------------------------------------- | ---------------------------------------------------------------------------- |
| Nr. 1     | 5     | 27. Oktober 1872                | 23 305            | 15 404          | 66,1 %            | Alfred Escher Johann Jakob Widmer Melchior Römer Heinrich Studer Johann Jakob Schäppi Jakob Pfenninger Adrian Strohecker Paul Cérésole Ludwig Forrer Gustav Vogt Jakob Dubs | LM LM DL LM | 8 829 8 488 8 173 7 694 6 244 5 407 5 284 5 219 5 206 4 789 4 048 | 62,9 % 60,5 % 58,2 % 54,8 % 44,5 % 38,5 % 37,7 % 37,2 % 37,1 % 34,1 % 28,8 % |
| Nr. 1     | 5     | 10. November 1872 (2. Wahlgang) | 23 305            | 12 387          | 53,2 %            | Wilhelm Hertenstein Johann Jakob Schäppi | LM DL       | 7 276 4 656                                                       | 58,7 % 37,6 %                                                                |
| Nr. 2     | 3     | 27. Oktober 1872                | 14 781            | 12 482          | 71,8 %            | Johann Heinrich Fierz Johann Jakob Keller Walter Hauser Heinrich Landis Jakob Dubs                                                                                          | LM DL LM LM | 8 106 5 683 4 962 4 133 1 276                                     | 95,1 % 66,7 % 58,2 % 48,5 % 15,0 %                                           |
| Nr. 3     | 3     | 27. Oktober 1872                | 14 781            | 12 482          | 71,8 %            | Gottlieb Ziegler Hans Rudolf Zangger Salomon Bleuler Wilhelm Hertenstein Heinrich Rieter Johann Jakob Boller                                                                | DL DL LM LM | 7 744 7 578 7 477 2 181 2 163 1 918                               | 74,0 % 72,4 % 71,5 % 20,9 % 20,7 % 18,3 %                                    |
| Nr. 4     | 3     | 27. Oktober 1872                | 15 439            | 11 682          | 60,0 %            | Johann Jakob Scherer Jakob Fehr Friedrich Scheuchzer Johann Jakob Bucher | DL DL LM    | 8 106 7 804 7 186 1 606                                           | 87,4 % 84,2 % 77,5 % 17,3 %                                                  |
| Nr. 4     | 3     | 12. Januar 1873                 | 15 369            | 11 348          | 73,8 %            | Ludwig Forrer Hans Jakob Albrecht | DL LM       | 4 765 4 671                                                       | 48,2 % 47,2 %                                                                |
| Nr. 4     | 3     | 26. Januar 1873 (2. Wahlgang)   | 15 458            | 12 273          | 79,4 %            | Hans Jakob Albrecht Ludwig Forrer | LM DL       | 5 816 5 590                                                       | 50,5 % 48,5 %                                                                |

## Ersatzwahlen bis 1875
Aufgrund von Vakanzen während der darauf folgenden 9. Legislaturperiode fanden in 17 Wahlkreisen 21 Ersatzwahlen statt.
| Wahlkreis / Kanton | Ersatz für                    | Datum                         | Wahlbe- rechtigte | Anzahl Wählende | Wahlbe- teiligung | Gewählte und Nichtgewählte                                   | Partei      | Stimmen                     | Anteil                      |
| ------------------ | ----------------------------- | ----------------------------- | ----------------- | --------------- | ----------------- | ------------------------------------------------------------ | ----------- | --------------------------- | --------------------------- |
| Nr. 2 (ZH)         | Johann Heinrich Fierz         | 2. August 1874                | 14 667            | 9 655           | 65,8 %            | Johann Jakob Hasler Johannes Stössel                         | LM DL       | 06 472 02 908               | 67,0 % 30,1 %               |
| Nr. 4 (ZH)         | Hans Jakob Albrecht           | 20. Dezember 1874             | 15 397            | 11 547          | 75,0 %            | Ludwig Forrer Jakob Rüedi                                    | DL LM       | 05 197 04 488               | 51,8 % 39,0 %               |
| Nr. 4 (ZH)         | Jakob Fehr                    | 24. Januar 1875               | 15 548            | 9 971           | 64,2 %            | Johannes Moser Jakob Rüedi                                   | DL LM       | 05 209 04 412               | 52,2 % 44,3 %               |
| Nr. 8 (BE)         | Walther Munzinger             | 6. Juni 1873                  | 17 350            | 6 341           | 36,5 %            | Daniel Flückiger Rudolf Leuenberger                          | LM FL       | 02 732 02 386               | 43,1 % 37,6 %               |
| Nr. 8 (BE)         | Walther Munzinger             | 22. Juni 1873 (2. Wahlgang)   | 17 350            | 6 138           | 35,4 %            | Daniel Flückiger Rudolf Leuenberger                          | LM FL       | 03 116 02 961               | 50,8 % 48,2 %               |
| Nr. 11 (LU)        | Josef Bühler                  | 25. Mai 1873                  | ca. 9 300         | 2 673           | 28,7 %            | Josef Vonmatt                                                | FL          | 02 532                      | 94,9 %                      |
| Nr. 13 (LU)        | Jost Peyer                    | 19. Oktober 1873              | ca. 9 150         | 3 434           | 37,5 %            | Johann Amberg                                                | KK          | 03 434                      | 100,0 %                     |
| Nr. 16 (SZ)        | Johann Michael Stählin        | 19. April 1874                | 12 603            | 10 878          | 86,3 %            | Ambros Eberle                                                | KK          | 05 904                      | 54,3 %                      |
| Nr. 17 (NW)        | Walter Zelger                 | 13. September 1874            | ca. 2 950         | 1 728           | 58,6 %            | Robert Durrer Franz Durrer Louis Wyrsch                      | KK KK LM    | 00 701 00 464 00 386        | 40,6 % 26,9 % 22,3 %        |
| Nr. 17 (NW)        | Walter Zelger                 | 4. Oktober 1874 (2. Wahlgang) | ca. 2 950         | 2 271           | 77,0 %            | Robert Durrer Franz Durrer                                   | KK KK       | 01 377 00 800               | 60,6 % 26,4 %               |
| Nr. 21 (FR)        | Karl Vissaula                 | 7. März 1875                  | 13 897            | 8 738           | 62,9 %            | Arthur Techtermann Édouard Fasnacht                          | KK FL       | 06 195 02 503               | 70,9 % 28,6 %               |
| Nr. 23 (SO)        | Benedikt von Arx Albert Brosi | 14. Februar 1875              | 17 610            | 10 918          | 62,0 %            | Bonaventura Baumgartner Leo Weber Xaver Kulli Josef von Sury | FL FL KK KK | 07 869 07 769 02 923 02 912 | 72,1 % 71,2 % 26,8 % 26,7 % |
| Nr. 24 (BS)        | Johann Jakob Stehlin          | 21. Februar 1875              | 9 615             | 3 422           | 35,6 %            | Karl Burckhardt-Iselin Felix Burckhardt                      | FL ER       | 03 193 000 84               | 93,3 % 02,5 %               |
| Nr. 27 (AR)        | Johannes Hohl                 | 15. Juni 1873                 | ca. 12 800        | 8 916           | 69,7 %            | Christian Graf Johann Ulrich Sutter-Sutter Daniel Hofstetter | FL LM LM    | 05 241 00 922 00 786        | 58,8 % 10,3 % 08,8 %        |
| Nr. 29 (SG)        | Johann Ulrich Hafner          | 15. November 1874             | ca. 19 000        | 11 839          | 62,3 %            | Thomas Thoma Johann Joseph Keel                              | DL KK       | 07 479 03 429               | 63,2 % 29,0 %               |
| Nr. 32 (GR)        | Hermann Jakob von Sprecher    | 6. Juni 1875                  | ca. 8 900         | 5 585           | 62,8 %            | Johann Gaudenz von Salis Peter Salzgeber                     | FL ER       | 02 888 02 539               | 51,7 % 45,5 %               |
| Nr. 36 (AG)        | Plazid Weissenbach            | 12. Juli 1874                 | 17 420            | 13 861          | 79,6 %            | Robert Straub Anton Bruggisser Johann Josef Meier            | FL LM KK    | 06 689 04 201 04 032        | 33,8 % 30,3 % 29,1 %        |
| Nr. 36 (AG)        | Plazid Weissenbach            | 19. August 1874 (2. Wahlgang) | 17 396            | 14 244          | 81,9 %            | Robert Straub Johann Josef Meier Anton Bruggisser            | FL KK LM    | 05 861 03 939 03 803        | 41,1 % 27,7 % 26,7 %        |
| Nr. 36 (AG)        | Plazid Weissenbach            | 30. August 1874 (3. Wahlgang) | 17 090            | 13 348          | 78,1 %            | Robert Straub Johann Josef Meier                             | FL KK       | 07 852 04 186               | 58,8 % 31,4 %               |
| Nr. 38 (TG)        | Adolf Deucher                 | 8. Juni 1873                  | 23 815            | 17 058          | 71,6 %            | Friedrich Heinrich Häberlin                                  | DL          | 13 379                      | 78,4 %                      |
| Nr. 38 (TG)        | Fridolin Anderwert            | 7. März 1875                  | 23 484            | 18 353          | 78,1 %            | Gustav Merkle                                                | DL          | 14 314                      | 78,0 %                      |
| Nr. 41 (VD)        | Jules Eytel                   | 20. April 1873                | 19 235            | 4 603           | 23,9 %            | Louis Berdez                                                 | LM          | 04 235                      | 92,0 %                      |
| Nr. 41 (VD)        | Charles Cossy                 | 21. Februar 1875              | 19 739            | 6 324           | 32,0 %            | Frédéric Chausson Louis Rambert                              | FL LM       | 03 620 02 570               | 57,2 % 40,6 %               |
| Nr. 48 (GE)        | Gustave-Jules Pictet          | 28. Februar 1875              | 19 063            | 3 633           | 19,1 %            | Charles Chalumeau                                            | FL          | 03 583                      | 98,6 %                      |

## Quelle
- Erich Gruner: Die Wahlen in den Schweizerischen Nationalrat 1848–1919. Band 3. Francke Verlag, Bern 1978, ISBN 3-7720-1445-3, S. 127–141.